# Ursus C 45
Ursus C 45 è un trattore agricolo polacco a ruote prodotto tra il 1947 e il 1955 dall'azienda Ursus. Utilizzava un motore diesel della potenza di 45 CV cilindrata 10338 cm3. Fu prodotto in circa 60000 esemplari complessivi.